# Guerra dos Segadores

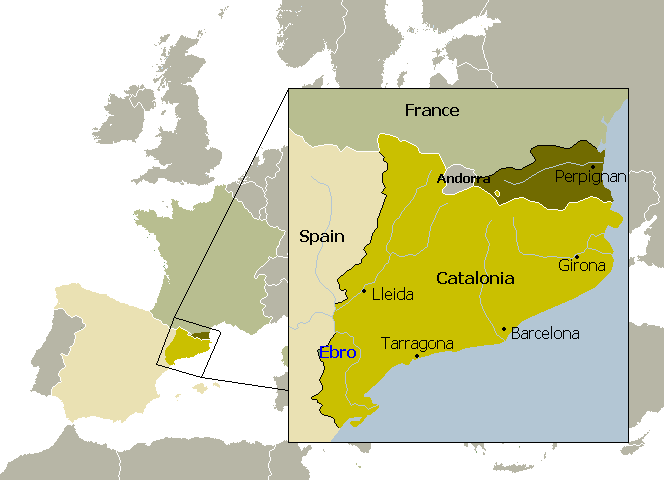
Divisão do Principado da Catalunha em 1659, como consequência do Tratado dos Pirenéus

A Guerra dos Segadores ou Sublevação da Catalunha foi um conflito bélico originado de uma revolta contra a presença de soldados provenientes do resto da Monarquia de Espanha no Principado da Catalunha na guerra desta contra a França. Ocorreu entre 7 de junho de 1640 e 13 de outubro de 1652.
Teve como o resultado mais duradouro a assinatura do Tratado dos Pirenéus em que foi entregue para a França o condado de Rossilhão e metade do condado de Cerdanha, que até aquele momento faziam parte do Principado da Catalunha.

## Início da guerra
O início da guerra foi causado pelo incômodo pela presença de tropas provenientes do resto da Espanha em seu território na extensa guerra entre a França e a Espanha, chamada de Guerra dos Trinta Anos.
Na festividade de Corpus Christi (Corpo de Deus) do ano de 1640, ocorreu a morte de um ceifeiro (ou segador), que por sua vez levou à morte do Conde de Santa Coloma (não totalmente esclarecida), que era o Vice-rei da Catalunha e o maior autoridade do Principado. Este fato marcou o início dos conflitos.

## Proclamação da República Catalã
Devido ao vazio de poder e à ameaça de intervenção militar do rei, Pau Claris, presidente da Generalidade da Catalunha (nome dado ao governo central da Catalunha), convocou a Junta de Braços (conselho dos membros que compunham as Cortes Catalãs) e começou a organizar a defesa do país, assumindo a soberania de facto e o exercício do poder no Principado. Proclamou a República Catalã. A Generalitat obteve uma importante vitória militar na batalha de Montjuïc de 26 de janeiro de 1641.
Pouco depois falecia o líder Pau Claris e a Generalitat, enfrentando uma difícil situação local e internacional, proclamou o conde de Barcelona como o soberano da Catalunha, e o rei Luís XIII da França, como rei Luís I de Barcelona.
O conflito aumentou de proporções. Catalães do norte apoiavam tropas francesas em Perpinhão e os catalães do sul lutavam contra o domínio espanhol na Catalunha.
Esta situação foi agravada pelos tratados de Paz de Vestfália de 1648, que levaram a uma guerra aberta entre a França e a Espanha, em conflito com a Generalitat, pois a Espanha tinha sua sede em Barcelona e a França tinha sua sede em Perpinhão.
Em 1652 as autoridades francesas renunciaram ao domínio sobre a Catalunha, mas mantiveram o controle sobre a região do Rossilhão, dividindo definitivamente a Catalunha.